# Aire d'attraction de Charmes
L'aire d'attraction de Charmes est un zonage d'étude défini par l'Insee pour caractériser l’influence de la commune de Charmes sur les communes environnantes.

### Carte

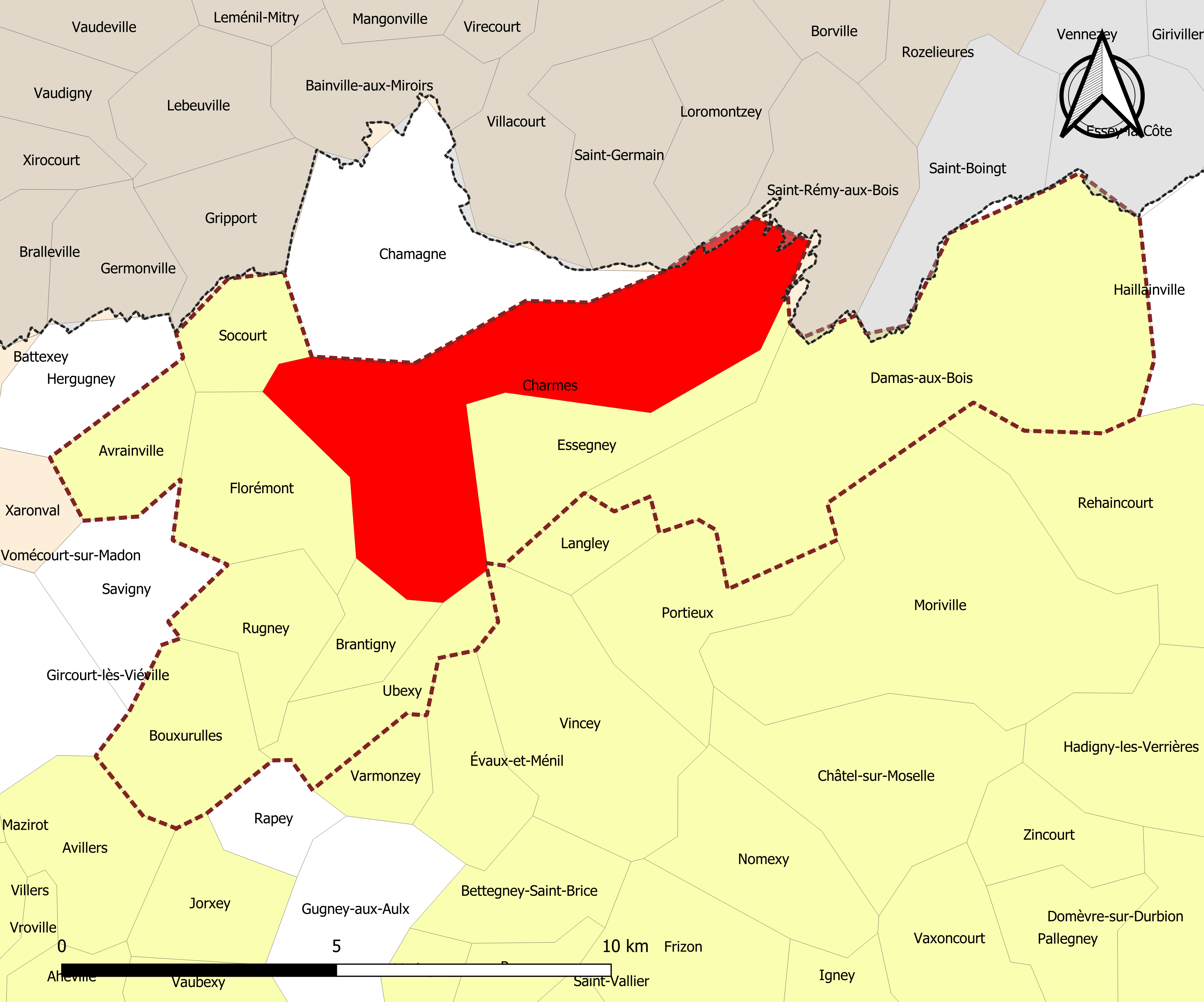
Carte de l'aire d'attraction de Charmes.
Commune-centre
Commune de la couronne

## Définition
L'aire d'attraction d'une ville est composée d’un pôle, défini à partir de critères de population et d’emploi ainsi que d’une couronne constituée des communes dont au moins 15 % des actifs travaillent dans le pôle. Le pôle d’attraction constitue ainsi un point de convergence des déplacements domicile-travail,.

## Géographie
L’aire d'attraction de Charmes est une aire intra-départementale qui comporte 10 communes dans les Vosges. 

### Composition communale
| Nom                      | Code Insee | Département | Statut                 | Superficie (km2) | Population (dernière pop. légale) | Densité (hab./km2) | Modifier                                    |
| ------------------------ | ---------- | ----------- | ---------------------- | ---------------- | --------------------------------- | ------------------ | ------------------------------------------- |
| Charmes (commune-centre) | 88090      | Vosges      | commune-centre         | 23,49            | 4 489 (2022)                      | 191                | modifier les données · modifier les données |
| Avrainville              | 88024      | Vosges      | commune de la couronne | 4,57             | 115 (2022)                        | 25                 | modifier les données · modifier les données |
| Bouxurulles              | 88070      | Vosges      | commune de la couronne | 6,70             | 178 (2022)                        | 27                 | modifier les données · modifier les données |
| Brantigny                | 88073      | Vosges      | commune de la couronne | 3,01             | 200 (2022)                        | 66                 | modifier les données · modifier les données |
| Damas-aux-Bois           | 88121      | Vosges      | commune de la couronne | 29,46            | 273 (2022)                        | 9,3                | modifier les données · modifier les données |
| Essegney                 | 88163      | Vosges      | commune de la couronne | 8,41             | 745 (2022)                        | 89                 | modifier les données · modifier les données |
| Florémont                | 88173      | Vosges      | commune de la couronne | 8,09             | 473 (2022)                        | 58                 | modifier les données · modifier les données |
| Rugney                   | 88406      | Vosges      | commune de la couronne | 5,73             | 131 (2022)                        | 23                 | modifier les données · modifier les données |
| Socourt                  | 88458      | Vosges      | commune de la couronne | 3,85             | 282 (2022)                        | 73                 | modifier les données · modifier les données |
| Ubexy                    | 88480      | Vosges      | commune de la couronne | 5,01             | 169 (2022)                        | 34                 | modifier les données · modifier les données |

## Démographie
Cette aire est catégorisée dans les aires de moins de 50 000 habitants, une catégorie qui regroupe 12,2 % de la population au niveau national,.